# Xenopus victorianus
Xenopus victorianus är en groddjursart som beskrevs av Ahl 1924. Xenopus victorianus ingår i släktet Xenopus och familjen pipagrodor. IUCN kategoriserar arten globalt som livskraftig. Inga underarter finns listade i Catalogue of Life.